# Sielsowiet Krasnaja Słabada (obwód homelski)
Sielsowiet Krasnaja Słabada (biał. Краснаслабодскі сельсавет, Krasnasłabodski sielsawiet; ros. Краснослободский сельсовет) – sielsowiet na Białorusi, w obwodzie homelskim, w rejonie oktiabrskim, z siedzibą w Krasnajej Słabadzie.

## Demografia
Według spisu z 2009 sielsowiet Krasnaja Słabada zamieszkiwało 942 osób, w tym 919 Białorusinów (97,56%), 13 Rosjan (1,38%), 3 Ukraińców (0,32%), 5 osób innych narodowości i 2 osoby, które nie podały żadnej narodowości.

## Geografia i transport
Sielsowiet położony jest na Polesiu, w południowo-zachodniej części rejonu oktiabrskiego. Największymi rzekami są Ptycz i Oressa.
Przez sielsowiet przebiegają jedynie drogi lokalne.

## Miejscowości
- agromiasteczko:
  - Krasnaja Słabada
- wsie:
  - Andrejeuka
  - Bubnauka
  - Buda
  - Dzwiesnica
  - Repin
  - Sasnouka
  - Smałouka
  - Zareczcza